# أرت جونز
أرت جونز (بالإنجليزية: Art Jones)‏ (و. 1935 – م) هو لاعب هوكي الجليد، من كندا.

## روابط خارجية
- أرت جونز على موقع EliteProspects.com (الإنجليزية)
- أرت جونز على موقع HockeyDB.com (الإنجليزية)